# ヨーナス・ベリストローム
ヨーナス・クレス・ベリストローム（Jonas Claes Bergström, 1979年1月23日 - ）は、スウェーデンのマデレーン王女の元婚約者、弁護士。

## 経歴
ダンデリード市に三人兄弟の三男として生まれる。ストックホルム大学で法学修士号を取得した後、2006年よりストックホルム市内にある法律事務所の共同経営者となる。
マデレーン王女とは2002年頃から交際をはじめ、2009年8月11日に正式に婚約を発表した。結婚後は、王女が保有している“ヘルシングランドおよびイェストリークランド公爵”の称号を名乗ることとなっている。
婚約を表明した記者会見の際、結婚式は、姉のヴィクトリア王太子の式の数ヵ月後に執り行われる予定であることが発表された。
しかし2010年4月24日にスウェーデン王室は婚約を解消した、と発表した。婚約解消の理由は明らかにされていないが浮気が原因とみられている。